# Sprengwagen
Sprengwagen, auch Wassersprengwagen, Spritzwagen, Wasserspritzwagen, Wasserwagen oder Spülwagen genannt, sind kommunale Sonderfahrzeuge zur Bewässerung städtischer Straßen. Es gibt sie sowohl auf Basis von Schienenfahrzeugen als auch auf Grundlage von Straßenfahrzeugen. Heute sind Sprengwagen nur noch selten im Gebrauch. Schienengebundene Sprengwagen dienen heute vor allem der Vegetationskontrolle, das heißt der Vermeidung von Unkrautbildung im Gleisbereich mittels Herbiziden.

## Zweck und Geschichte
Sprengwagen sorgten vor allem in früheren Jahrzehnten in niederschlagsarmen Zeiten für staubfreie Straßen, insbesondere galt dies für die seinerzeit üblichen ungeteerten Chausseen mit Naturbelag. Ihre Verwendung diente in erster Linie der Gesundheitsvorsorge, ferner erleichterte die Besprengung die anschließende Straßenreinigung. Bei Kindern und Jugendlichen galt die Vorbeifahrt eines Sprengwagens oft als große Attraktion. Aufgefüllt wurden sie unterwegs mittels Hydranten. In Düsseldorf beispielsweise begann die Straßenbesprengung 1871, in der Innenstadt wurde teilweise bis zu achtmal täglich besprengt.

## Straßenfahrzeuge
Straßengebundene Sprengwagen sind heute meist speziell aufgebaute Lastkraftwagen, das heißt Tankwagen. Zuvor handelte es sich um Pferdefuhrwerke beziehungsweise Pferdekarren. Über ihren eigentlichen Einsatzzweck hinaus dienten straßengebundene Sprengwagen im Bedarfsfall auch der Feuerwehr als Tanklöschfahrzeug. Weiter verwendete man sie auch zur Bewässerung von Grünanlagen.

Pferdefuhrwerk aus dem 19. Jahrhundert
Sprengwagen als Attraktion, hier 1905 in Kiel
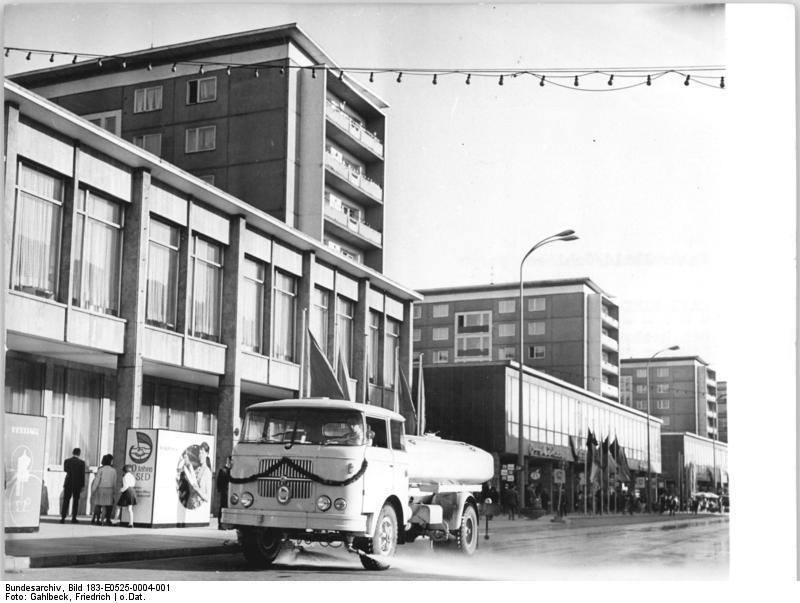
LKW-Sprengwagen in Karl-Marx-Stadt
Sprengwagen in Bulgarien (2024)
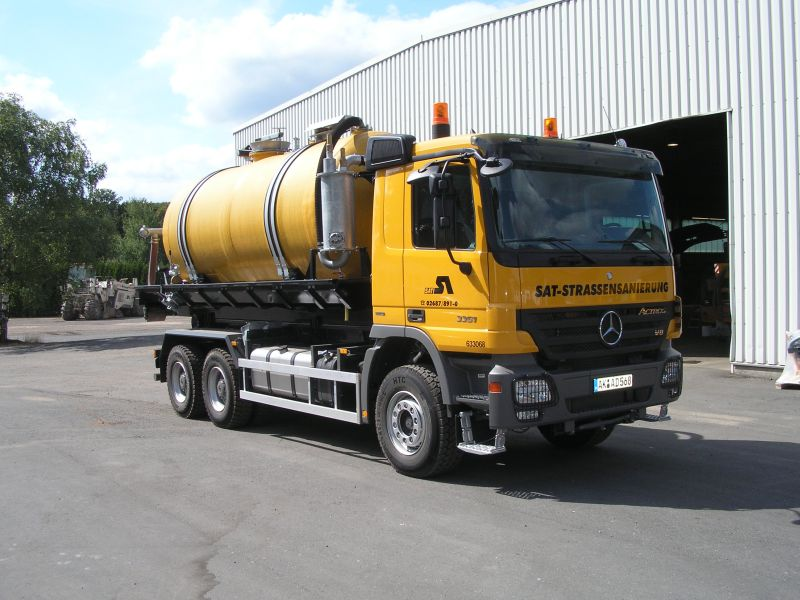
Moderner Sprenglastwagen

## Straßenbahnwagen
Schienengebundene Sprengwagen verkehren als Arbeitswagen auf dem Gleisnetz der städtischen Straßenbahn. Dabei handelte es sich schon in frühen Jahren oft um vierachsige Drehgestellwagen. Diese konnten das hohe Gewicht der Wasserbehälter besser tragen als die früher allgemein üblichen Zweiachser. Neben einfachen Beiwagen – die ähnlich einem Kesselwagen aufgebaut waren – gab es auch selbstfahrende Sprengtriebwagen. Typischerweise befanden sich die im Straßenbahnnetz eingesetzten Sprengwagen nicht im Besitz des jeweiligen Verkehrsunternehmens, sondern gehörten der Stadt. Oft trugen diese Sonderfahrzeuge daher auch keine Betriebsnummer. In anderen Fällen gehörten sie zwar den Verkehrsunternehmen, verkehrten aber im Auftrag und auf Rechnung der Kommune.
Ein 1913 eingeführter Straßenbahnsprengwagen der Straßenbahn Hannover konnte beispielsweise sechsmal so viel Wasser aufnehmen wie ein entsprechendes Straßenfahrzeug jener Zeit. Zudem hielt ein Elektromotor das Wasser unter Druck, dadurch war es möglich, eine Strahlweite bis zu 15 Metern zu erzielen und somit auch breite und lange Straßen in kurzer Zeit zu besprengen.
Im Jahr 2023 wurde bei der Rhein-Neckar-Verkehr ein zuvor abgestellter Beiwagen zum Sprengwagen umgebaut, um die vorhandenen Rasengleise im Sommer bewässern zu können.

Nicht-selbstfahrender Sprengwagen mit Bedienstand bei der Straßenbahn Mendrisio, Baujahr 1911
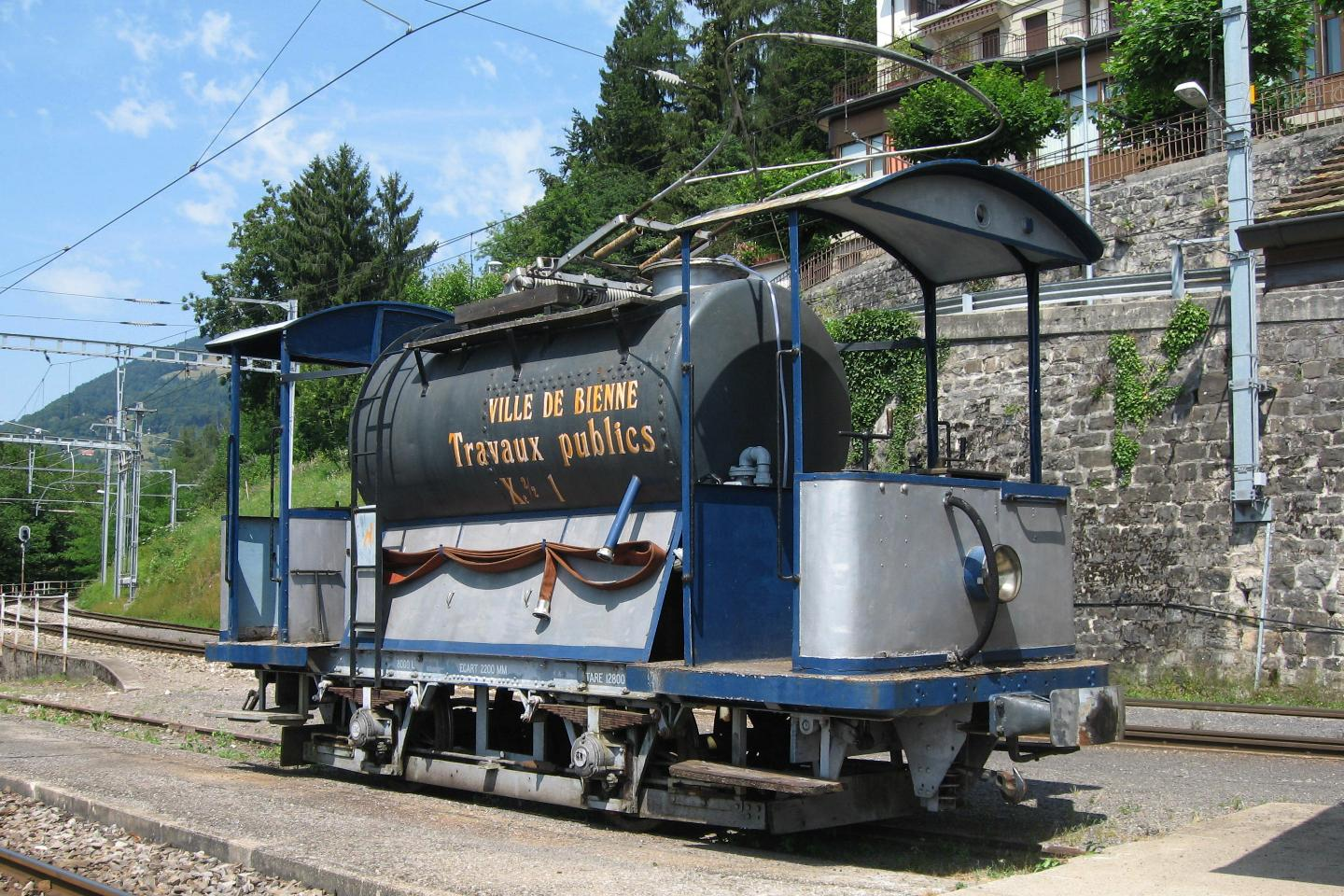
Historischer Sprengtriebwagen der Stadt Biel, Baujahr 1915
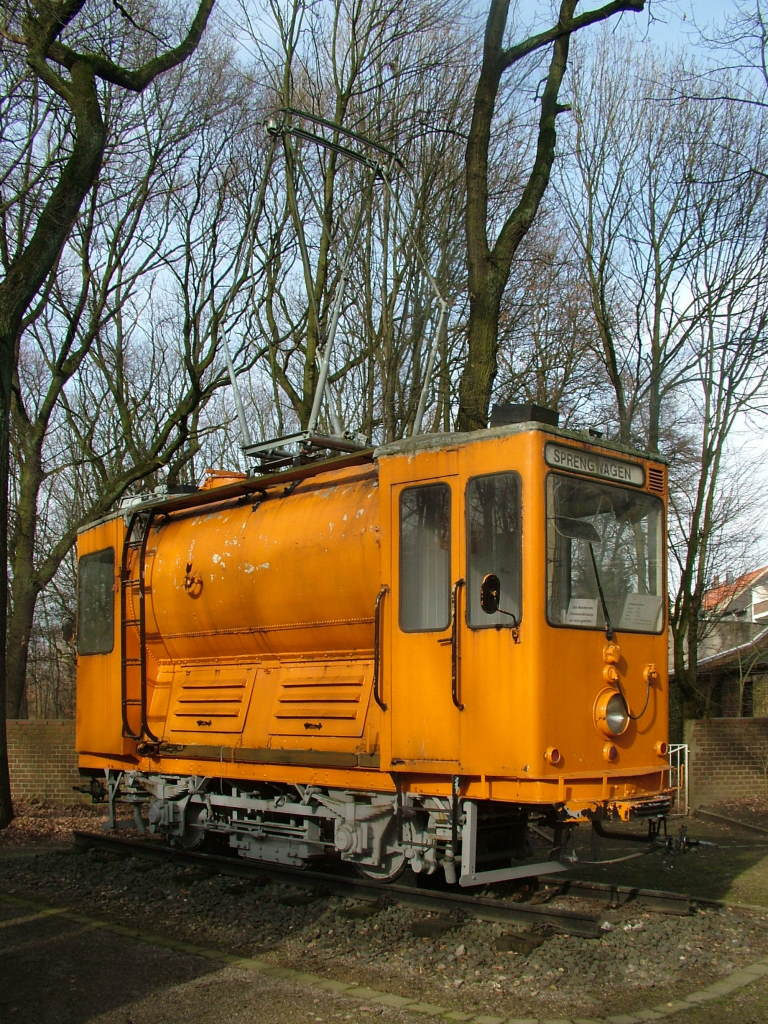
Museal erhaltener Sprengtriebwagen der Bogestra mit geschlossenen Führerständen, Baujahr 1914
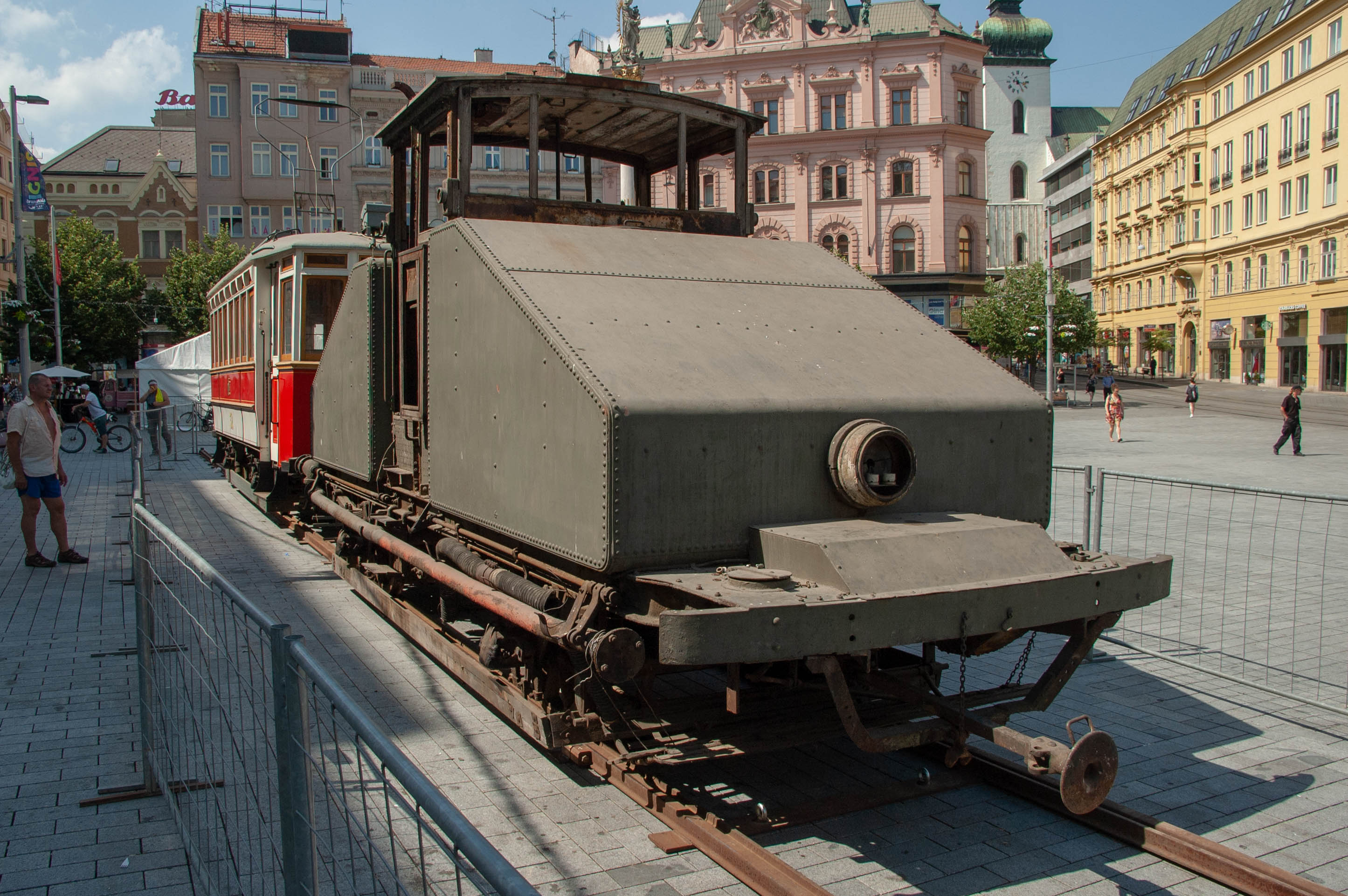
Sprengwagen mit Mittelführerstand der Straßenbahn Brünn
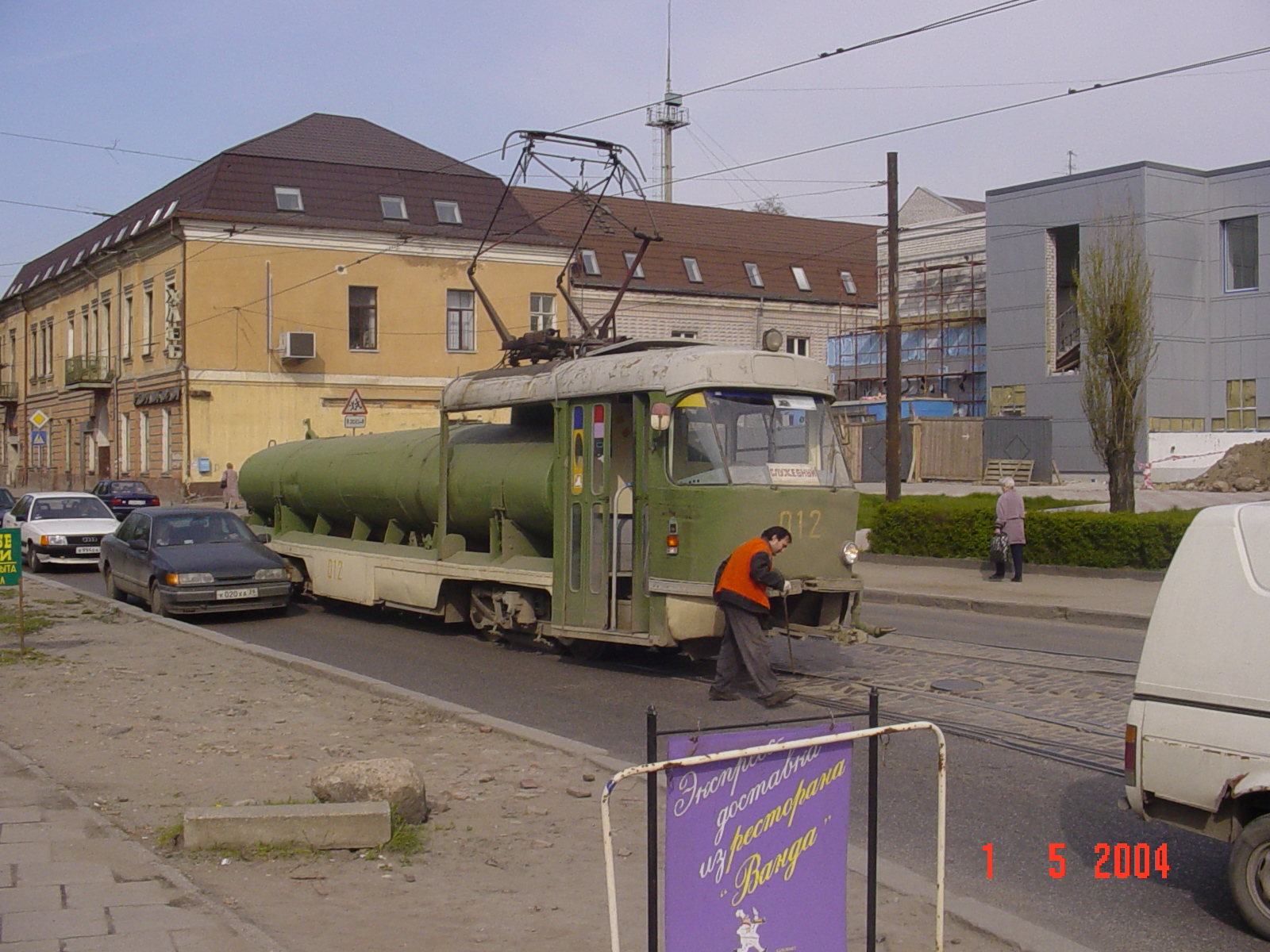
Modernerer Sprengtriebwagen auf Tatra T4-Basis bei der Straßenbahn Kaliningrad

## Besondere Sprengwagen
- Sprengtriebwagen der Straßenbahn Timișoara

## Ähnliche Fahrzeuge
- Wasserwerfer